# Braça
Braça war ein Längenmaß in Portugal und Brasilien und entsprach der Klafter.
- 1 Braça = 2 Varas = 3 ½ Cavados = 10 Palmos = 80 Zoll = 969 Pariser Linien = 2 9/50 Meter

Als Flächenmaß hatte die Quadrat-Braça 4,84 Quadratmeter.